# Vlagyimir Gennagyjevics Csagin
Vlagyimir Gennagyijevics Csagin, cirill betűkkel Владимир Геннадиевич Чагин (1970. január 5. –) orosz tereprali-versenyző, a kamionosok kategóriájában egy Kamaz volánjánál a Dakar-rali hétszeres győztese, ezzel kategóriájában csúcstartó, gyakran "A Dakar cárja" becenévvel illetik Csagint.
Csagin először 1996-ban indult a Dakaron, ám ekkor még nem sikerült kiugró eredményt elérnie. Ezt követően azonban 2000-ben, 2002-ben, 2003-ban, 2004-ben és 2005-ben is megnyerte a sivatagi versenyt. 2006-ban mindössze a 18. helyen végzett, de ekkor több probléma is hátráltatta. Ebben az évben a holland Jan de Rooy vezette trió diadalmaskodott. 2007-ben az ötödik szakaszon kiesett. A 2008-as elmaradt verseny után 2009-ben állt ismét rajthoz a nevével ellentétben Dél-Amerikában megrendezett versenyen, ahol ismét sikeres volt, bár nem nyert, de a második helyen végzett, csak honfitársai, Kabirov, Beljajev és Mokejev tudták megelőzni.
Csagin a versenyeken évek óta többé-kevésbé állandó segítőkkel áll rajthoz, csapattársai legutóbb (2011) Szergej Szavosztyin és Ildar Sajszultanov voltak. Korábban versenyzett például Jakubovval is.
Utolsó, 2011-es győzelme után bejelentette, hogy nem vesz részt többet a Dakar-ralin, helyette a 2009-ben életre hívott Selyemút-rali szervezésében vállal szerepet. 2015 óta a verseny nemzetközi projektvezetője.

## Eredményei a Dakar-ralin 2000 óta
| Év   | Útvonal                                   | Rajtszám | Csapat            | Kamion             | Helyezés                                       | Összidő   |
| ---- | ----------------------------------------- | -------- | ----------------- | ------------------ | ---------------------------------------------- | --------- |
| 2000 | Párizs - Dakar - Kairó                    | 409      | Team KAMAZ-Master | KamAZ 49252        | Győztes                                        | 58h21'41" |
| 2001 | Párizs - Dakar                            | 424      | Team KAMAZ-Master | KamAZ 49252        | A 13. szakaszon kiesett                        | -         |
| 2002 | Arras - Madrid - Dakar                    | 409      | Team KAMAZ-Master | KamAZ 49256        | Győztes                                        | 65h12'14" |
| 2003 | Marseille - Sarm es-Sejk                  | 407      | Team KAMAZ-Master | KamAZ 4911 Extreme | Győztes                                        | 61h36'40" |
| 2004 | Clermont-Ferrand - Dakar                  | 414      | Team KAMAZ-Master | KamAZ 4911 Extreme | Győztes                                        | 68h13'49" |
| 2005 | Barcelona - Dakar                         | 515      | Team KAMAZ-Master | KamAZ 4911 Extreme | 18.                                            |           |
| 2006 | Lisszabon - Dakar                         | 508      | Team KAMAZ-Master | KamAZ 4911 Extreme | Győztes                                        | 71h22'16" |
| 2007 | Lisszabon - Dakar                         | 500      | Team KAMAZ-Master | KamAZ 4911 Extreme | Az 5. szakaszon kiesett                        | -         |
| 2008 | Lisszabon - Dakar                         | 601      | Team KAMAZ-Master | KamAZ 4326 VK      | A versenyt terrorfenyegetettség miatt törölték |           |
| 2009 | Buenos Aires - Valparaíso - Buenos Aires  | 501      | Team KAMAZ-Master | KamAZ 4326 VK      | Második                                        | 49h38'25" |
| 2010 | Buenos Aires - Antofogasta - Buenos Aires | 501      | Team KAMAZ-Master | KamAZ 4326 VK      | Győztes                                        | 55h04'47" |
| 2011 | Buenos Aires - Calama - Buenos Aires      | 501      | Team KAMAZ-Master | KamAZ 4326 VK      | Győztes                                        | 48h28'54" |

## Általa tartott rekordok
2011 szerint a következő rekordokat tartja a Dakar-ralin:
- Legtöbb győzelem (7) a kamionosok között[2]
- Legtöbb (63) szakaszgyőzelem minden kategóriát figyelembe véve (második Peterhansel 56 győzelemmel)[3]
- A legtöbb (14-ből 9) szakaszgyőzelem egy verseny alatt (2010)